# Egeirotrioza ceardi
Egeirotrioza ceardi är en insektsart som först beskrevs av De Bergevin 1926.  Egeirotrioza ceardi ingår i släktet Egeirotrioza och familjen spetsbladloppor. Inga underarter finns listade i Catalogue of Life.